# Brand im Bahnhof King’s Cross St. Pancras

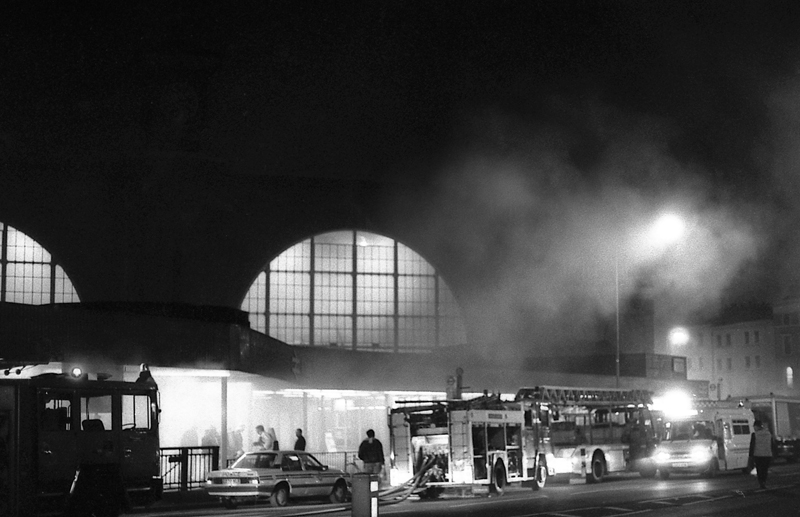
Feuerwehrfahrzeuge vor dem Bahnhof King’s Cross

Der Brand im Bahnhof King’s Cross St. Pancras war ein Großbrand im Londoner U-Bahnhof King’s Cross St. Pancras am 18. November 1987, bei dem 31 Menschen starben. Es zählt zu den schwersten Unglücken in der Geschichte der London Underground.

## Ausgangslage
Die U-Bahn-Station King’s Cross St. Pancras der Piccadilly Line war mit der darüber gelegenen Schalterhalle des Bahnhofs King’s Cross über eine dreifache, lange, hölzerne Rolltreppe verbunden. Eine Kontrolle zwei Wochen vor dem Brand hatte gezeigt, dass sich die Rolltreppe in einem schlechten Zustand befand, durch Abnutzung kleine Spalten entstanden waren, Blenden fehlten und sich Schmutz unter der Anlage angesammelt hatte. Untersuchungen nach dem Brand zeigten Reste und Spuren mehrerer vorangegangener Brände, die von selbst wieder erloschen waren, neben einer Ansammlung von Streichhölzern.
Seit dem Brand in der Station Oxford Circus am 23. November 1984, ausgelöst durch eine weggeworfene Zigarette, bestand ein Rauchverbot in allen U-Bahnhöfen Londons.

## Unfallhergang
Das Feuer entstand im Berufsverkehr gegen 19:30 Uhr. Aufgrund der Zerstörungen durch den Brand gibt es keine definitiven Spuren, wie es zu der Katastrophe kommen konnte. Die wahrscheinlichste Ursache ist die, dass ein Raucher, der die Station verließ, sich trotz des Rauchverbots bereits auf der Rolltreppe eine Zigarette ansteckte und das Streichholz achtlos zu Boden warf. Das noch brennende Streichholz fiel durch einen Spalt in das Innere der Rolltreppenanlage und entzündete dort ein Gemisch aus Schmierfett, Staub, Holzmehl und Papier. Zunächst sehr klein, konnte das Feuer gleichwohl mit den vorhandenen Feuerlöschern nicht bekämpft werden, da es sich unterhalb des oberen Rolltreppenlaufes entwickelte und nicht direkt erreichbar war. In den Einsatz der Rolltreppen-eigenen Sprinkleranlage war das Personal vor Ort nicht eingewiesen worden. Um 19:39 Uhr wurde entschieden, die Station über die Bahnsteige und Rolltreppen der anderen U-Bahn-Linien zu evakuieren.
Die Feuerwehr wurde durch Angestellte der U-Bahn und der Polizei alarmiert, der Einsatzalarm der Leitstelle an die Wache ging um 19:36 Uhr hinaus. Etwa zehn Minuten nach Ausbruch des Brandes trafen erste Feuerwehreinheiten ein. Die Feuerwehr wollte den Brand mit Atemschutz und Wasser bekämpfen. Um 19:45 Uhr kam es durch die große Länge des schrägen Schachtes, durch den die Rolltreppe verlief, zu einem spezifischen Kamineffekt, der erst anlässlich dieser Katastrophe entdeckt und später als Grabeneffekt bezeichnet wurde. Der Brand breitete sich nun schlagartig aus, so dass in kürzester Zeit die gesamte Rolltreppe in Brand stand und das Feuer in die darüber liegende Schalterhalle schoss. Dabei kam auch der Feuerwehrmann Colin Townsley, der sich als einer der ersten der Brandstelle durch die Schalterhalle näherte, ums Leben.
Bis zu 150 Einsatzkräfte der Feuerwehr waren rund sechs Stunden mit der Brandbekämpfung beschäftigt. Das Feuer war erst um 1:46 Uhr gelöscht. Die durch den Brand in der U-Bahn-Station eingeschlossenen Passagiere wurden mit den dafür weiter fahrenden Zügen der U-Bahn evakuiert.

## Tote und Verletzte
31 Menschen starben, 100 wurden verletzt, 19 davon schwer. Über 60 Personen erlitten eine Rauchgasvergiftung. Die Verstorbenen erstickten oder verbrannten, einige bis zur Unkenntlichkeit. Ein letzter Toter konnte erst 2004 identifiziert werden. Es handelte sich um einen 73-jährigen, der zunächst nur als Körper 115 registriert war.

## Folgen

### U-Bahn-Betrieb
Da die Anlagen der kombinierten Station der Metropolitan, Hammersmith & City und Circle Line nicht beeinträchtigt waren, konnten sie am Morgen nach der Katastrophe wieder in Betrieb genommen werden. Die Victoria Line folgte kurz darauf. Die Schalterhalle, die mehreren Linien dient, wurde schrittweise innerhalb von vier Wochen wiedereröffnet. Die drei parallelen Rolltreppen der Piccadilly Line zur Schalterhalle mussten ersetzt werden, was bis zum 27. Februar 1989 dauerte. Bis dahin war der Zugang zu den Bahnsteigen der Piccadilly Line über die Victoria Line möglich. Da die Bahnsteige der Northern Line lediglich über die bereits vom Verkehrsaufkommen der drei Linien hoch belasteten Anlagen zugänglich gewesen wären, fuhren ihre Züge bis zum Abschluss der Bauarbeiten ohne Halt durch diese Station.

### Aufarbeitung

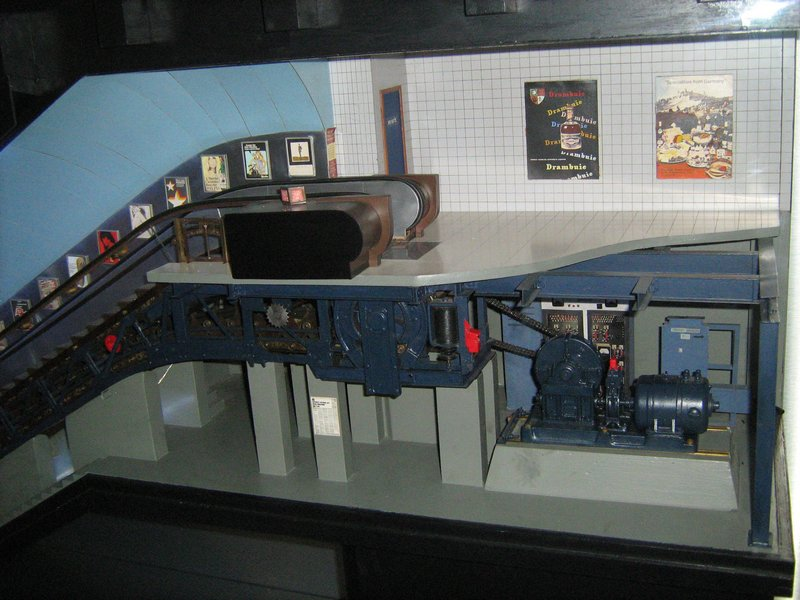
Modell der Rolltreppe aus der Unfalluntersuchung, ausgestellt im London Transport Museum

Um den Brandhergang lückenlos aufzuklären, wurde die Rolltreppe im Maßstab 1:3 nachgebaut und das Feuer nachgestellt, so dass das Geschehen rekonstruiert werden konnte. Im 1988 publizierten Untersuchungsbericht findet sich der Hinweis, dass von 46 vergleichbaren Vorfällen zwischen 1955 und 1988 allein 32 definitiv auf Raucher zurückzuführen waren.
Zu einem Strafprozess kam es nach diesem Unfall nicht, da kein strafrechtlich Verantwortlicher festgestellt werden konnte.
Sechs Feuerwehrmänner erhielten Auszeichnungen, darunter Colin Townsley, der bei der Katastrophe ums Leben kam, posthum die George Medal. Gedenkveranstaltungen zur Erinnerung an die Toten gab es am Ort der Katastrophe zum zehnten, 20. und 25. Jahrestag. Am Bahnhof und in der nahegelegenen Kirche St. Pancras sind Gedenktafeln angebracht.

### Verbesserungen hinsichtlich Brandschutz

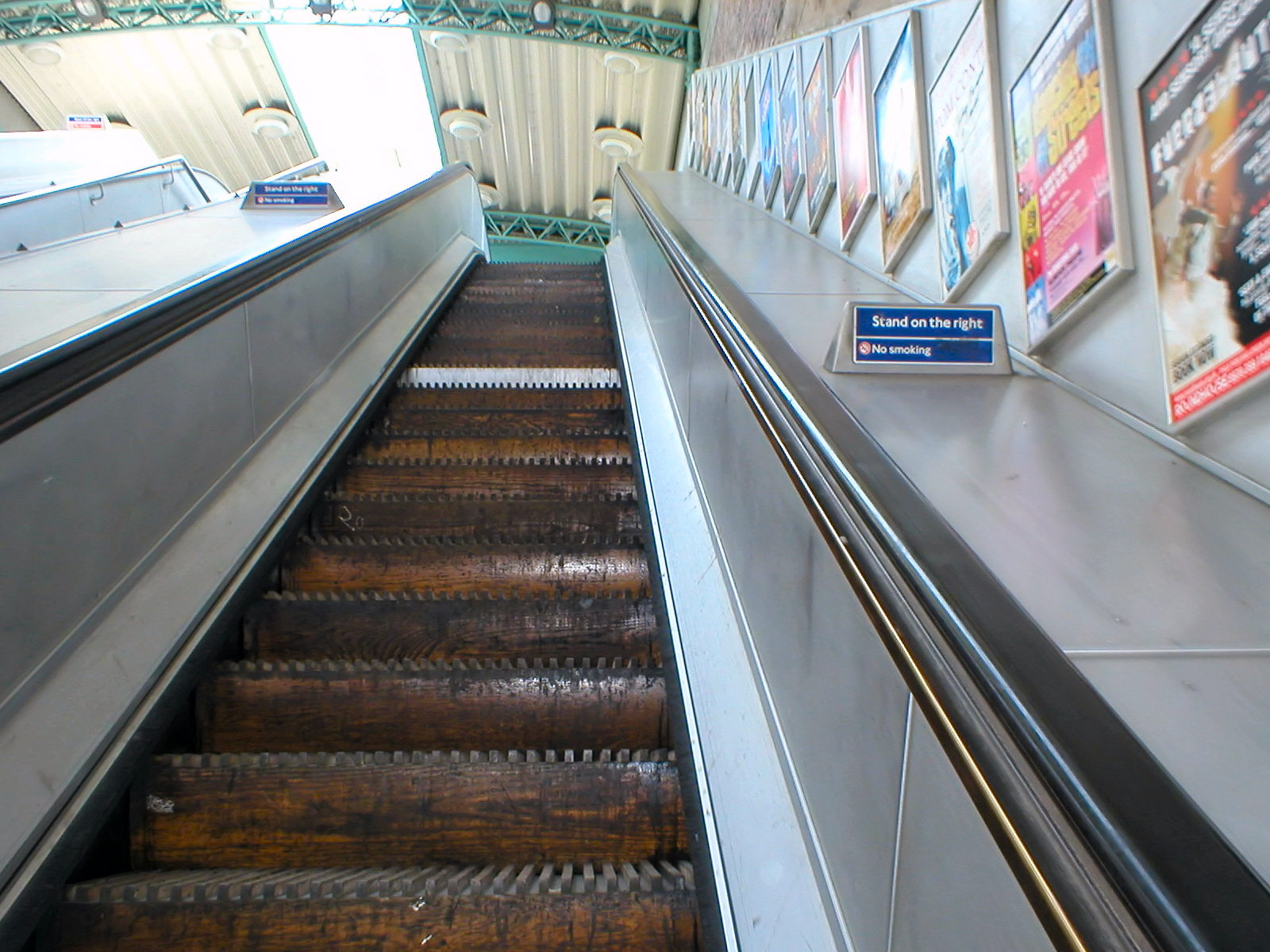
Baugleiche Rolltreppe mit Holzstufen in Greenford

Hölzerne Rolltreppen und Rolltreppen mit Holzteilen wurden im U-Bahn-System nach und nach durch moderne Anlagen aus Stahl ersetzt. Einige dieser hölzernen Rolltreppen waren, auch wegen ihrer hohen Anzahl im recht großen U-Bahn-Netz Londons, allerdings noch geraume Zeit im Einsatz. Die Anlage in Marylebone wurde so erst 2003 ersetzt. Noch 2013 wurde für Greenford eine – allerdings oberirdische – Anlage aufgeführt.
Der Brandschutz wurde verstärkt, das Brandmeldesystem, Rauchmelder und Sprinkleranlagen ergänzt und erneuert sowie das Schulungsprogramm für das Personal überarbeitet. Das bereits existierende Rauchverbot wurde fünf Tage nach dem Brand wesentlich verschärft, auf weitere Anlagen („inklusiv der Rolltreppen“) und Anlagenteile ausgedehnt und Raucher, die dagegen verstießen, mit empfindlichen Strafen bedroht.

## Rezeption
Je eine Folge der Fernsehserien Sekunden vor dem Unglück und Medical Detectives widmete sich der Katastrophe.
Nick Lowe widmete dem erst Jahre später identifizierten Todesopfer 1990 den Song Who Was That Man?